# Facilitador de parto Odón
El facilitador de parto Odón es un dispositivo que sirve para facilitar la apertura del canal de parto, ideado por Jorge Odón, mecánico e inventor Argentino oriundo del partido de Lanús, Provincia de Buenos Aires.

## El truco del corcho y la botella
La inspiración para dicho invento provino de un truco clásico que consiste en extraer un corcho de una botella de vidrio, introduciendo en la botella una bolsa de plástico, moviendo el objeto a un costado de la bolsa, inflando la bolsa, y extrayéndola, así a presión el corcho sale de la botella. Jorge Odón, un inventor y mecánico, pensó durante una noche que este truco clásico podría facilitar un parto.

## Invención del dispositivo
Odón creó un dispositivo basado en ese truco, para facilitar el parto durante el período expulsivo prolongado (esto sucede cuando la mujer tiene la máxima dilatación, se encuentra pujando, pero el parto no se produce), para así reducir los riesgos de infecciones perinatales, como también para evitar hacer una cesárea. El artefacto fue probado en once partos, con resultados positivos. El proyecto fue avalado por la Organización Mundial de la Salud y recibió numerosas distinciones.

## Funcionamiento
Este simple dispositivo consiste en un tubo con una campana de plástico blando en uno de sus extremos, se introduce en la vagina de la madre, se adapta a la cabeza del bebe protegiéndolo de las espátulas que luego introducen una bolsa que al inflarse sujeta la cabeza del bebe, y por último se retira el tubo y cuidadosamente se va tirando de la bolsa de plástico para retirar el bebe del útero.

## Pruebas y desarrollo
Tras pruebas adicionales, Odón fue presentado al jefe de obstetricia de un hospital en Buenos Aires, quien reconoció el beneficio del método y gestionó que el dispositivo fuera evaluado más a fondo en un laboratorio en Iowa equipado con simuladores diseñados para modelar métodos de parto de manera realista. Se realizaron pruebas iniciales de seguridad en 20 mujeres en Argentina, todas con experiencia previa en partos y embarazos sin complicaciones. Entre ellas, una mujer logró dar a luz a un bebé de 9 libras (4,1 kg) con solo dos pujos. Se planificaron más pruebas con más de 250 mujeres en China, India y Sudáfrica, incluyendo casos de trabajo de parto normal y complicado.
Becton Dickinson acordó fabricar y distribuir la unidad, estimando un costo de producción de $50 por unidad. Se espera que el dispositivo Odón pueda ser utilizado tanto por parteras como por obstetras, quienes necesitarían una capacitación mínima para usarlo eficazmente. La Organización Mundial de la Salud (OMS) emitió comentarios favorables sobre el dispositivo, reconociendo su "potencial para salvar vidas de madres y recién nacidos durante el parto". El Dr. Mario Merialdi, de la OMS, calificó el dispositivo como "emocionante", señalando que el parto es un área con pocos avances recientes. La Dra. Margaret Chan, directora general de la OMS, describió el dispositivo como "una forma simplificada y de bajo costo para asistir partos y proteger a las madres", destacando que promete trasladar la capacidad de salvar vidas a puestos de salud rurales, donde casi nunca se dispone de los recursos y el personal necesario para realizar cesáreas. Según ella, es "la primera herramienta nueva y sencilla para partos asistidos desde que se introdujeron los fórceps y extractores de vacío hace siglos".
Un estudio de 2017 realizado con un modelo de cabeza infantil indicó que el dispositivo Odón aplicó menos presión y tracción sobre la cabeza del bebé antes de fallar en comparación con otros dispositivos, cuando se usó correctamente. Sin embargo, aplicó más torsión en el cuello en casos de inserción incorrecta deliberada en comparación con otras herramientas.
En 2021, en el Hospital Southmead de Bristol, Reino Unido, se realizaron pruebas con el dispositivo Odón en partos donde se consideraba necesaria una asistencia. De 40 nacimientos, 19 se completaron exclusivamente con el dispositivo. En 4 casos donde se requirió un método adicional, se identificaron defectos de fabricación en los dispositivos. Durante este estudio, también se recopilaron experiencias y opiniones cualitativas de las mujeres sobre el uso del dispositivo. En todos los casos, excepto en uno, las reacciones fueron positivas.
Hasta 2023, no se disponían de resúmenes completos sobre la eficacia y seguridad del dispositivo.